# Red Rock (contea di Pinal)
Red Rock è un census-designated place (CDP) degli Stati Uniti d'America situato nello stato dell'Arizona, nella contea di Pinal. Secondo il censimento del 2020 gli abitanti di Red Rock ammontavano a 2 625.